# Jüdischer Friedhof (Alme)
Der Jüdische Friedhof Alme ist ein Begräbnisplatz der Juden in Alme, einem Stadtteil von Brilon im Hochsauerlandkreis in Nordrhein-Westfalen.
Der jüdische Friedhof ist 1500 m² groß und liegt in Niederalme Vorm Buchenberg (früher Am Judenknapp) hinter der alten Papierfabrik über dem Wasserfall der Alme. Erreichbar ist er über die Moosspringstraße. Das Grundstück wurde erst 1988 vermessen und verzeichnet. Der Friedhof wurde vermutlich vor 1824, vielleicht schon vor 1750, erstmals belegt. Die letzte Beerdigung fand 1939 statt.
Auf dem Friedhof sind noch zwei Grabsteine (Mazewot) vorhanden. 1989 hat die Stadt Brilon einen Gedenkstein gesetzt.